# Poety Rebely
Faralalaina Elia Olsenie Rasoanivo
Poety Rebely, de son vrai nom Faralalaina Elia Olsenie Rasoanivo, est une poétesse et slameuse malgache connue pour ses textes engagés et son style de slam poésie,.

## Biographie
Poety Rebely, de son nom civil Faralalaina Elia Olsenie Rasoanivo, est une poétesse et slameuse malgache. Elle est née et a grandi dans la région de Toliara, au sud de Madagascar. Son pseudonyme, qui se traduit par « Poète Rebelle », illustre son engagement à travers ses performances oratoires. Dès l'âge de 8 ans, elle a commencé à écrire de la poésie,. En 2010, à l'âge de 14 ans, elle a fait ses débuts dans le monde du slam en représentant son collège, l'Institut Père Barré de Toliara, lors d'un concours inter établissement,.

## Parcours et engagement
Elle a lancé sa carrière artistique en participant à de petits concours locaux, où elle s'est rapidement distinguée comme une voix engagée. En 2010, elle a fait ses débuts sur scène en slam, remportant la victoire en représentant son collège. À la suite de cette victoire, elle a représenté sa région lors de la troisième édition du concours national de slam, où elle a terminé finaliste. Poety Rebely a été présidente de "malagasy slam", une organisation destinée à promouvoir le slam et la poésie engagée à Madagascar.
Elle utilise principalement les langues malgache et française dans ses performances, mais elle utilise surtout les dialectes de la région Sud-ouest de Madagascar pour mettre en valeur la richesse linguistique et culturelle de son pays, en particulier le dialecte tuléarois,.
Son engagement thématique est diversifié, allant de la dénonciation des injustices à l'expression de l'amour pour la vie en passant par la revendication de l'égalité des droits entre les femmes et les hommes, la dénonciation de l'infidélité et la promotion de l'égalité homme-femme,.

## Prix et Œuvres
En 2010, elle représente son collège lors d'un concours inter établissements, puis la même année, elle représente sa région lors du concours national de slam.
En 2017, elle remporte le tournoi Slam Poésie qui s’est déroulé à Antananarivo avec sa performance intitulée “Ampela Zaho”.
En 2023 également, elle sort son premier album intitulé “Anindaotse” (vent du sud), comprenant des morceaux tels que 
- «gasy fo»,
- «Kônfesiko»,
- « Azafady Baba »,
- « Fily rafoza »,
- « Ampela zaho»,
- «Hamiratra ho an'i Neny»,
- «Nahoda» et
- « Vita tantara »[6].

En 2024, elle devient la première slameuse à être décorée du titre de Chevalier de l’Ordre des Arts, des Lettres et de la Culture à Madagascar en reconnaissance de son impact culturel et artistique.
En 2024, le clip de son morceau «Kônfesiko» est dévoilé le 9 avril 2024, marquant une nouvelle étape dans sa carrière artistique.